# Π

Pi en una letra capital del Etymologicum Magnum (1499).

Pi (en mayúscula Π, en minúscula π; llamada en griego antiguo π(ε)ῖ p(e)î /pêː, pîː/, en griego moderno πι pi /pi/) es la decimosexta letra del alfabeto griego.
En el sistema de numeración griega tiene un valor de 80 (Πʹ).

## Historia
La letra pi evolucionó a partir de la letra fenicia pe ().
Pi se usaba en todos los alfabetos griegos epicóricos. En su forma arcaica más común, la pata izquierda era claramente más larga que la derecha, forma que sirvió de origen sobre el cual evolucionó hasta convertirse en la letra P latina. No obstante, la longitud de las patas de pi se igualó con el tiempo y tomó su forma actual. Por lo demás pi no mostraba menos variación que otras letras griegas arcaicas, aunque en Creta, por ejemplo, había una forma que se asemejaba a la actual letra C del alfabeto latino.

### Variantes epigráficas
En las fuentes epigráficas arcaicas aparecen las siguientes variantes:

## Uso
En griego moderno, la letra pi representa una oclusiva bilabial sorda, [p]. Este valor es el que tomaba también en griego antiguo. Algunos dialectos también lo usaban para denotar el sonido aspirado [pʰ], generalmente denotado Φ en otros dialectos; este sistema se encuentra en Creta y en ciertas islas del sur del Egeo, en particular Santorini, Milo y Anafi.
Pi también se usa en el dígrafo ⟨μπ⟩ para representar el sonido de una consonante oclusiva bilabial sonora /b/, por ejemplo μπίρα /ˈbira/	'cerveza'. Para ese uso no sirve beta (β) porque su sonido moderno es el de una fricativa labio-dental sonora /v/.
En el antiguo sistema de numeración griego no posicional, pi representa ochenta; por ejemplo ‹ρπʹ› representa el número 180.

### Como símbolo

#### Número pi

es la relación entre la longitud de una circunferencia y su diámetro en geometría euclidiana.

La razón entre la longitud del perímetro de una circunferencia y su diámetro se escribe con la letra pi minúscula, expresada en matemáticas como π = 3.14...
La utilización de letras griegas ya era una tradición en otras obras matemáticas latinas, pero como el número pi era un cociente entre dos números se usaban combinación con otras letras. El primer uso de la letra pi para expresar este número data de 1706, pero su popularización con el valor actual se debe a la obra de Leonhard Euler Mechanica de 1736.

#### En minúscula
Además de para el número π, la letra minúscula también se usa como símbolo para:
- El número π, constante matemática fundamental ≈ 3,141592
- La letra pi (π) se utiliza como símbolo de la Pedagogía.[cita requerida]
- En economía, beneficio,[8] desvalorización, inflación.[9][cita requerida]
- En teoría de números, la función π(x) es la cantidad aproximada de números primos menores o iguales a x. (ver: Teorema de los números primos)
- En física de partículas, π0, π+ y π- son tres formas de un pion.
- En Química, un tipo de orbital molecular en los enlaces covalentes.
- En las propiedades coligativas químicas,[10] π representa la incógnita de la presión osmótica.

#### En mayúscula
La letra mayúscula Π se usa como símbolo para:
- En matemáticas, el operador productorio.

## Galería cronológica

Pi en la copa de Néstor (siglo VIII a. C.). Léase, entre otras, al final de la primera línea «ποτεριον».
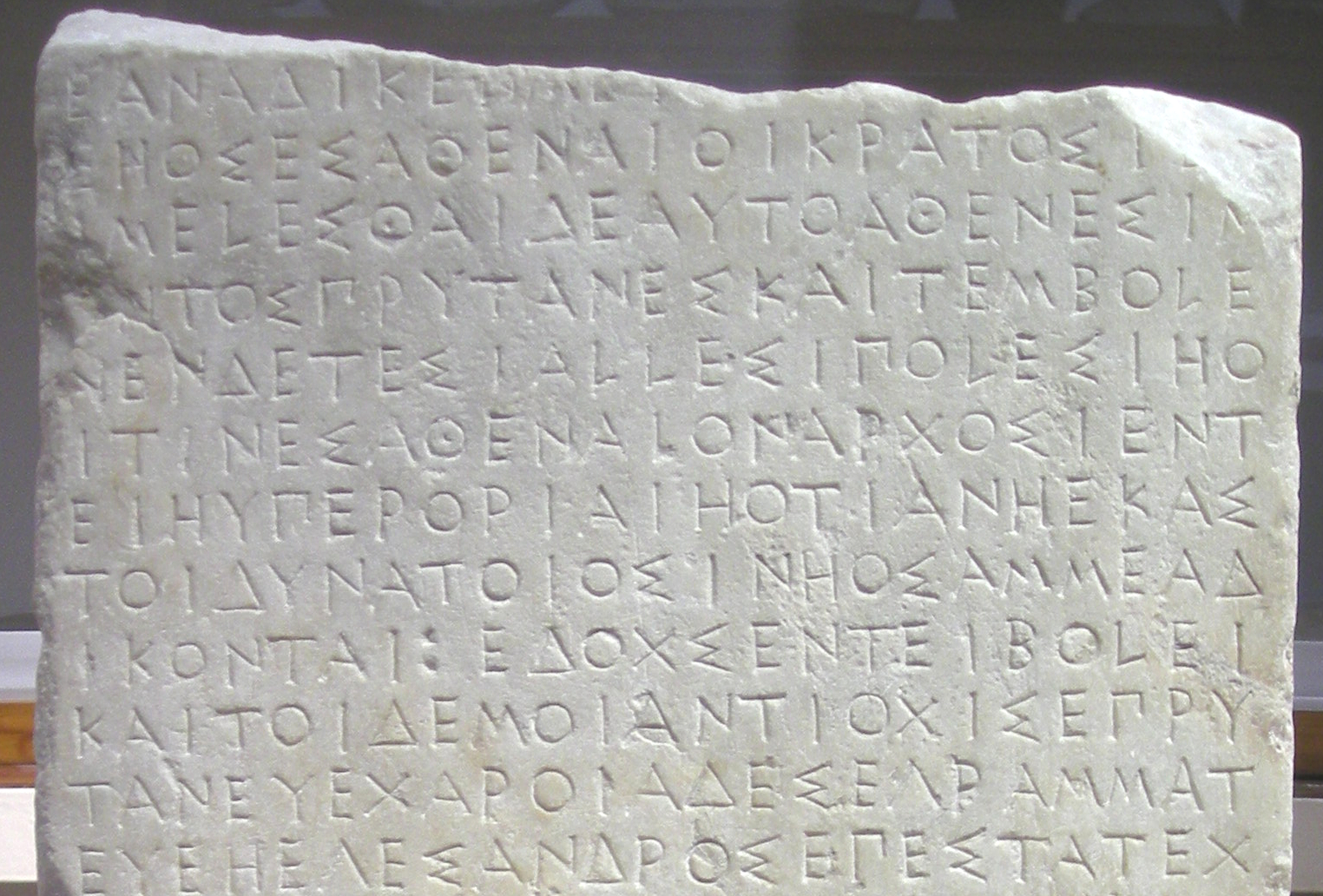
Pi en un decreto ateniense en escritura pre-euclídea del siglo V a. C. Léase, entre otras, en la cuarta línea «[ὲ]ν τὸς πρυτάνες».
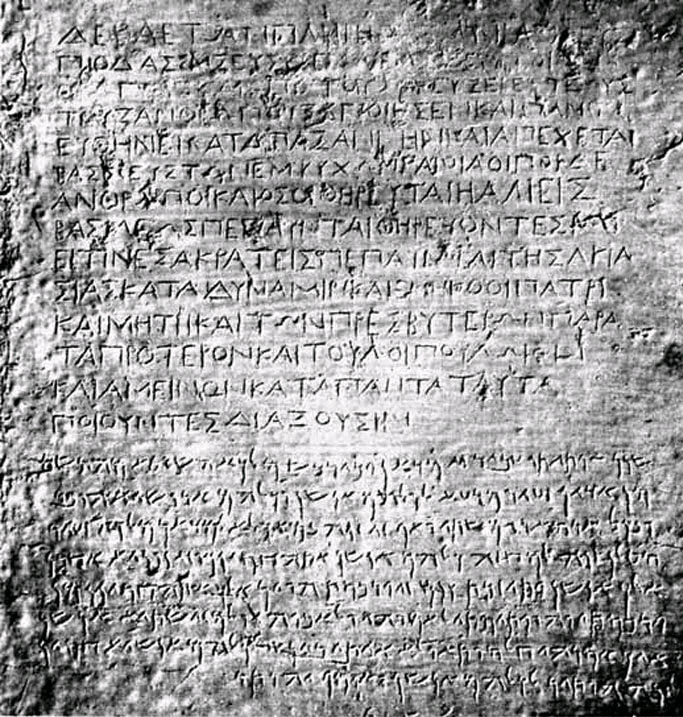
Pi en la inscripción bilingüe de Kandahar, uno de los edictos del emperador Ashoka, Afganistán, siglo III a. C.
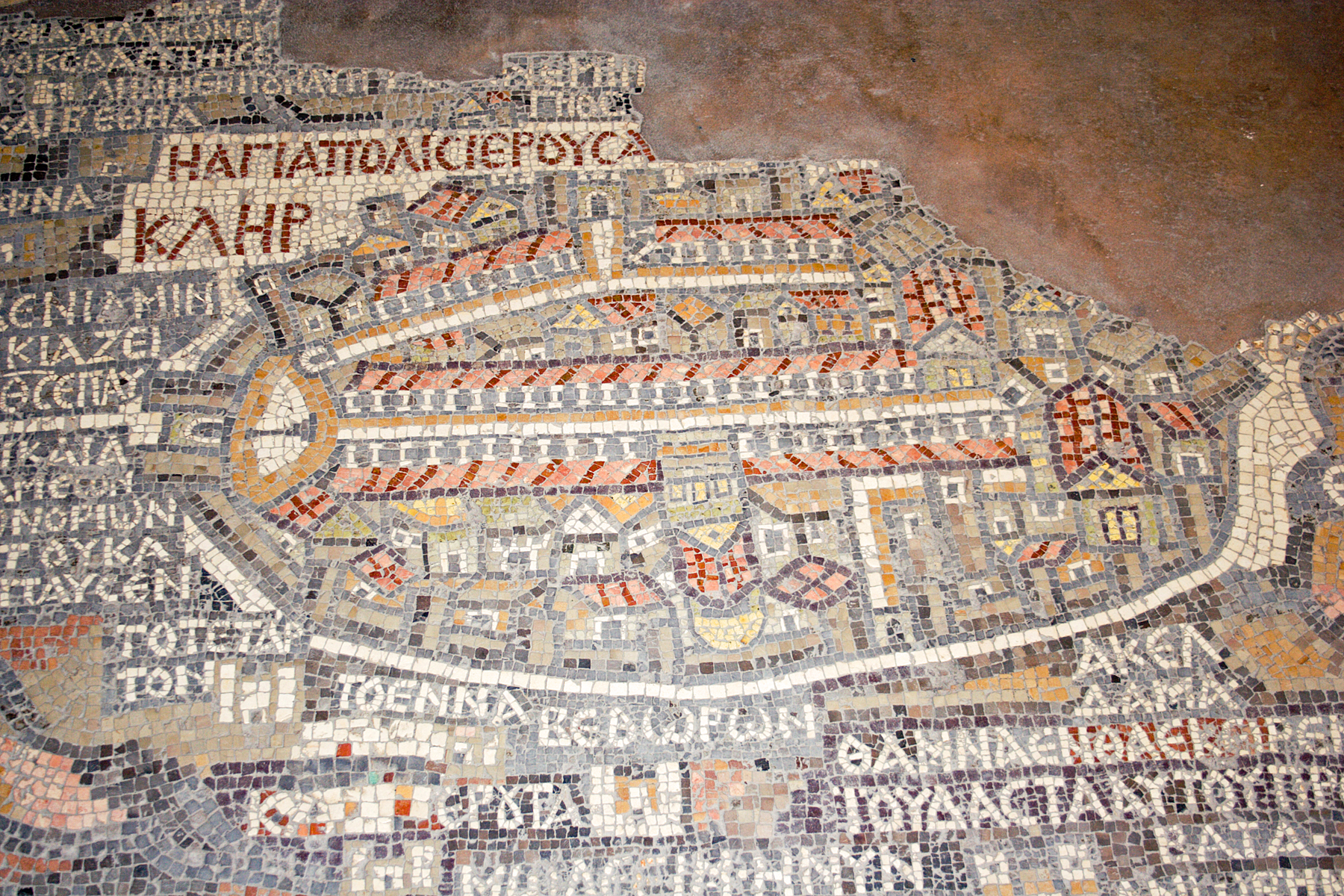
Pi en el mapa de Madaba, un mosaico bizantino temprano del siglo VI d. C.
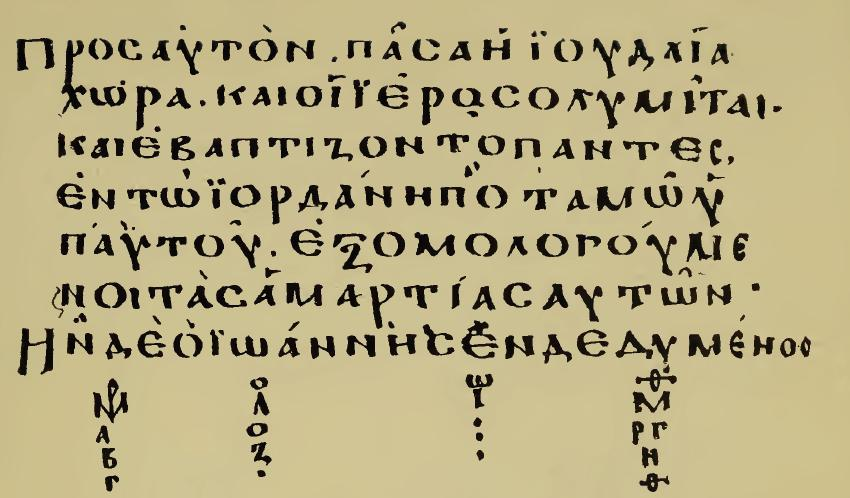
Pi al estilo de la caligrafía uncial en el Codex Basilensis, del siglo VIII d. C.
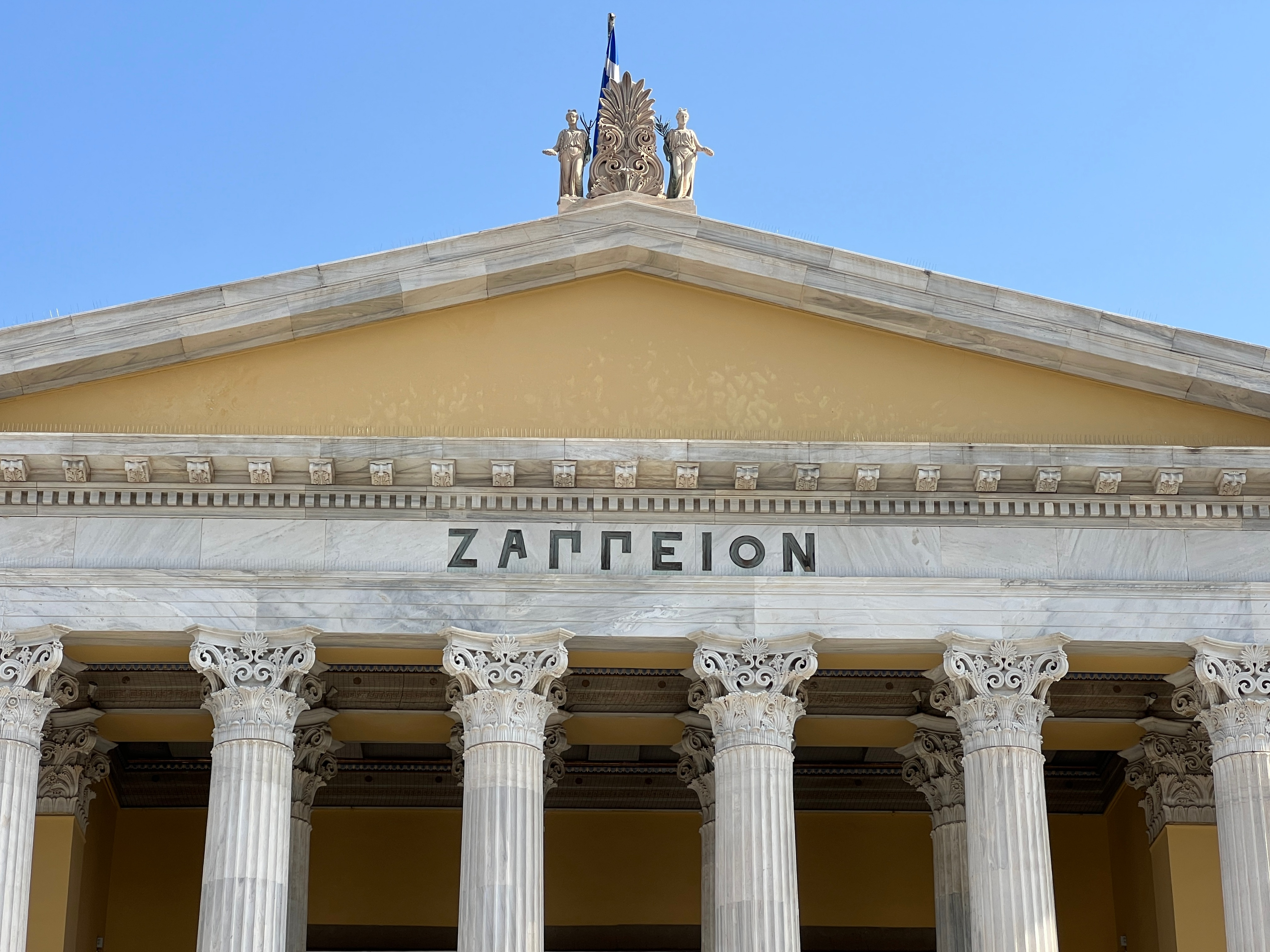
Pi imitando la forma arcaica en la fachada del palacio Zappeion, siglo XIX.

## Unicode
Pi aparece en varias formas dentro de Unicode, como por ejemplo:
- U+03A0 Π GREEK CAPITAL LETTER PI
- U+03C0 π GREEK SMALL LETTER PI
- U+03D6 ϖ GREEK PI SYMBOL
- U+220F ∏ N-ARY PRODUCT
- U+1D28 ᴨ GREEK LETTER SMALL CAPITAL PI
- U+1D70B 𝜋 MATHEMATICAL ITALIC SMALL PI
- U+1D6D1 𝛑 MATHEMATICAL BOLD SMALL PI.[11]
- Griego[12]

| Carácter      | Π                       | Π                       | π                     | π                     | ϖ               | ϖ               | Ⲡ                        | Ⲡ                        | ⲡ                      | ⲡ                      |
| ------------- | ----------------------- | ----------------------- | --------------------- | --------------------- | --------------- | --------------- | ------------------------ | ------------------------ | ---------------------- | ---------------------- |
| Unicode       | GREEK CAPITAL LETTER PI | GREEK CAPITAL LETTER PI | GREEK SMALL LETTER PI | GREEK SMALL LETTER PI | GREEK PI SYMBOL | GREEK PI SYMBOL | COPTIC CAPITAL LETTER PI | COPTIC CAPITAL LETTER PI | COPTIC SMALL LETTER PI | COPTIC SMALL LETTER PI |
| Codificación  | decimal                 | hex                     | decimal               | hex                   | decimal         | hex             | decimal                  | hex                      | decimal                | hex                    |
| Unicode       | 928                     | U+03A0                  | 960                   | U+03C0                | 982             | U+03D6          | 11424                    | U+2CA0                   | 11425                  | U+2CA1                 |
| UTF-8         | 206 160                 | CE A0                   | 207 128               | CF 80                 | 207 150         | CF 96           | 226 178 160              | E2 B2 A0                 | 226 178 161            | E2 B2 A1               |
| Ref. numérica | &#928;                  | &#x3A0;                 | &#960;                | &#x3C0;               | &#982;          | &#x3D6;         | &#11424;                 | &#x2CA0;                 | &#11425;               | &#x2CA1;               |
| Ref. entidad  | &Pi;                    | &Pi;                    | &pi;                  | &pi;                  | &piv;           | &piv;           |                          |                          |                        |                        |
| DOS Greek     | 143                     | 8F                      | 167                   | A7                    |                 |                 |                          |                          |                        |                        |
| DOS Greek-2   | 198                     | C6                      | 234                   | EA                    |                 |                 |                          |                          |                        |                        |
| Windows 1253  | 208                     | D0                      | 240                   | F0                    |                 |                 |                          |                          |                        |                        |
| TeX           | \Pi                     | \Pi                     | \pi                   | \pi                   | \varpi          | \varpi          |                          |                          |                        |                        |

- Matemáticas

| Carácter      | ∏             | ∏             | ∐               | ∐               | 𝚷                            | 𝚷                            | 𝛑                          | 𝛑                          | 𝛱                              | 𝛱                              | 𝜋                            | 𝜋                            |
| ------------- | ------------- | ------------- | --------------- | --------------- | ---------------------------- | ---------------------------- | -------------------------- | -------------------------- | ------------------------------ | ------------------------------ | ---------------------------- | ---------------------------- |
| Unicode       | N-ARY PRODUCT | N-ARY PRODUCT | N-ARY COPRODUCT | N-ARY COPRODUCT | MATHEMATICAL BOLD CAPITAL PI | MATHEMATICAL BOLD CAPITAL PI | MATHEMATICAL BOLD SMALL PI | MATHEMATICAL BOLD SMALL PI | MATHEMATICAL ITALIC CAPITAL PI | MATHEMATICAL ITALIC CAPITAL PI | MATHEMATICAL ITALIC SMALL PI | MATHEMATICAL ITALIC SMALL PI |
| Codificación  | decimal       | hex           | decimal         | hex             | decimal                      | hex                          | decimal                    | hex                        | decimal                        | hex                            | decimal                      | hex                          |
| Unicode       | 8719          | U+220F        | 8720            | U+2210          | 120503                       | U+1D6B7                      | 120529                     | U+1D6D1                    | 120561                         | U+1D6F1                        | 120587                       | U+1D70B                      |
| UTF-8         | 226 136 143   | E2 88 8F      | 226 136 144     | E2 88 90        | 240 157 154 183              | F0 9D 9A B7                  | 240 157 155 145            | F0 9D 9B 91                | 240 157 155 177                | F0 9D 9B B1                    | 240 157 156 139              | F0 9D 9C 8B                  |
| Ref. numérica | &#8719;       | &#x220F;      | &#8720;         | &#x2210;        | &#120503;                    | &#x1D6B7;                    | &#120529;                  | &#x1D6D1;                  | &#120561;                      | &#x1D6F1;                      | &#120587;                    | &#x1D70B;                    |
| Ref. entidad  | &prod;        | &prod;        |                 |                 |                              |                              |                            |                            |                                |                                |                              |                              |

| Carácter      | 𝜫                                   | 𝜫                                   | 𝝅                                 | 𝝅                                 | 𝝥                                       | 𝝥                                       | 𝝿                                     | 𝝿                                     | 𝞟                                              | 𝞟                                              | 𝞹                                            | 𝞹                                            |
| ------------- | ----------------------------------- | ----------------------------------- | --------------------------------- | --------------------------------- | --------------------------------------- | --------------------------------------- | ------------------------------------- | ------------------------------------- | ---------------------------------------------- | ---------------------------------------------- | -------------------------------------------- | -------------------------------------------- |
| Unicode       | MATHEMATICAL BOLD ITALIC CAPITAL PI | MATHEMATICAL BOLD ITALIC CAPITAL PI | MATHEMATICAL BOLD ITALIC SMALL PI | MATHEMATICAL BOLD ITALIC SMALL PI | MATHEMATICAL SANS-SERIF BOLD CAPITAL PI | MATHEMATICAL SANS-SERIF BOLD CAPITAL PI | MATHEMATICAL SANS-SERIF BOLD SMALL PI | MATHEMATICAL SANS-SERIF BOLD SMALL PI | MATHEMATICAL SANS-SERIF BOLD ITALIC CAPITAL PI | MATHEMATICAL SANS-SERIF BOLD ITALIC CAPITAL PI | MATHEMATICAL SANS-SERIF BOLD ITALIC SMALL PI | MATHEMATICAL SANS-SERIF BOLD ITALIC SMALL PI |
| Codificación  | decimal                             | hex                                 | decimal                           | hex                               | decimal                                 | hex                                     | decimal                               | hex                                   | decimal                                        | hex                                            | decimal                                      | hex                                          |
| Unicode       | 120619                              | U+1D72B                             | 120645                            | U+1D745                           | 120677                                  | U+1D765                                 | 120703                                | U+1D77F                               | 120735                                         | U+1D79F                                        | 120761                                       | U+1D7B9                                      |
| UTF-8         | 240 157 156 171                     | F0 9D 9C AB                         | 240 157 157 133                   | F0 9D 9D 85                       | 240 157 157 165                         | F0 9D 9D A5                             | 240 157 157 191                       | F0 9D 9D BF                           | 240 157 158 159                                | F0 9D 9E 9F                                    | 240 157 158 185                              | F0 9D 9E B9                                  |
| Ref. numérica | &#120619;                           | &#x1D72B;                           | &#120645;                         | &#x1D745;                         | &#120677;                               | &#x1D765;                               | &#120703;                             | &#x1D77F;                             | &#120735;                                      | &#x1D79F;                                      | &#120761;                                    | &#x1D7B9;                                    |

| Carácter      | ℿ                        | ℿ                        | ℼ                      | ℼ                      |
| ------------- | ------------------------ | ------------------------ | ---------------------- | ---------------------- |
| Unicode       | DOUBLE-STRUCK CAPITAL PI | DOUBLE-STRUCK CAPITAL PI | DOUBLE-STRUCK SMALL PI | DOUBLE-STRUCK SMALL PI |
| Codificación  | decimal                  | hex                      | decimal                | hex                    |
| Unicode       | 8511                     | U+213F                   | 8508                   | U+213C                 |
| UTF-8         | 226 132 191              | E2 84 BF                 | 226 132 188            | E2 84 BC               |
| Ref. numérica | &#8511;                  | &#x213F;                 | &#8508;                | &#x213C;               |